# Медин, Юаким
Кай Юаким Медин (иногда неточно передаётся как Йоаким, швед. Kaj Joakim Medin; родился в 1984 году) — шведский журналист и автор книг.

## Ранние годы
Родился в 1984 году в Мёльндале, к югу от Гётеборга. У него есть сестра и брат. Он переехал в Уппсалу и учился на учителя истории и обществознания в средней школе, одновременно играя на тамбурине в соул-поп-группе Napoleon. Два года проработал учителем истории и обществознания в Вестерлундской гимназии в Энчёпинге.

## Журналистика и книги
Он взял отпуск, чтобы попутешествовать по Латинской Америке и оказался в Гондурасе, когда там в 2009 году произошёл государственный переворот и протесты. Как результат, его первой работой в журналистике было освещение гондурасских событий для гватемальской газеты. Он также помогал американскому журналисту с интервью и фотографированием; затем он отправился в Мексику в качестве наблюдателя за поддержанием мира с партизанами-сапатистами в штате Чьяпас. Он вернулся в Уппсалу и изучал журналистику в Уппсальском университете.
Как журналист, он в основном работал внештатно и за рубежом, специализировался на горячих точках — в первую очередь, на Ближнем Востоке, а также на правом экстремизме. Работая внештатным журналистом в Сирии и освещая тамошнюю ситуацию с курдами, он и его переводчик были на неделю арестованы. В 2016 году Медин написал книгу «Кобани: курдская революция и битва против ИГ» («Kobane: den kurdiska revolutionen och kampen mot IS»), основанную на его репортёрских поездках в Сирийский Курдистан (Рожаву) по свежим следам разгрома курдскими силами боевиков ИГИЛ, пытавшихся установить халифат в регионе.
Его вторая книга репортажей «Орбанистан: страх и ненависть в нелиберальной Венгрии» посвящена Венгрии после смены режима. В ней автор размышляет о том, как премьер-министр Виктор Орбан превратился из либерального бунтаря в национал-консервативного деспота, и рассматривает политику Венгрии в отношении ЕС и беженцев, а также венгерские связи «Шведских демократов». Материал для третьей книге о секс-туризме шведских мужчин-туристов он собирал в 2018 году в Таиланде. В марте 2021 года вышла его четвёртая книга-отчёт для организации Unizon «Samhällsbärarna». В ней рассказывается о росте семейного насилия в отношении женщин в первый год пандемии коронавируса.
Его пятая книга «Аманда — Min dotters resa till IS» (перевод: «Аманда — путь моей дочери в ИГ») была опубликована в 2022 году в соавторстве с Патрисио Гальвесом. Книга рассказывает о дочери Гальвеса Аманде Гонсалес, которая в подростковом возрасте приняла ислам, радикализировалась и вышла замуж за террориста Михаэля Скромо. В 2014 году пара с детьми отправилась воевать за ИГИЛ в Сирию, где оба были убиты в 2019 году.
В феврале 2022 года Медин находился в Киеве, когда Россия начала полномасштабное вторжение против Украины, и освещал первую неделю большой войны. Впоследствии он ежегодно приезжал в Киев, чтобы освещать украинскую ситуацию. В том же 2022 году он был награждён Медалью почёта муниципалитета Уппсалы «за то, что он был журналистом-расследователем, писателем и лектором, обладающим честностью и большой личной смелостью, и благодаря рискованным репортажным поездкам в разные части света смог подчеркнуть уязвимость людей и их огромные страдания во время войн и конфликтов».

## Тюремное заключение в Турции
27 марта 2025 года Медин был взят под стражу по прибытии в Турцию, где он должен был освещать продолжающиеся массовые протесты для шведской левой газеты ETC. Днём позже главный редактор Медина в ETC Андреас Густавссон подтвердил его арест и то, что ему предъявлены обвинения в «оскорблении президента» и «членстве в террористической организации». Это также подтвердили прокуроры в Анкаре. В ожидании суда он был помещен в тюрьму строгого режима Мармара в Силиври к западу от Стамбула, где находился и арестованный накануне мэр Стамбула Экрем Имамоглу.
Его арест связан с его предполагаемым участием в протесте против президента Турции Реджепа Тайипа Эрдогана в Стокгольме в 2023 году, когда у Стокгольмской ратуши было повешено чучело Эрдогана. Турецкие власти якобы опознали его среди 15 подозреваемых, связанных с демонстрацией, хотя организаторы протеста подтвердили, что Медин не участвовал в акции. Организации по защите свободы прессы осудили арест. «Репортёры без границ» назвали его «неоправданным», а Amnesty Sweden предупредила, что случившееся представляет угрозу свободе слова. Шведская ассоциация издателей газет призвала шведское правительство действовать «резко и быстро» для освобождения Медина, назвав ограничения на деятельность СМИ в Турции тревожными. В связи с Днём свободы печати 3 мая международная медиа-инициатива «Единая коалиция свободной прессы» опубликовала свой ежегодный список десяти наиболее серьёзных случаев нарушения свободы прессы в мире, включив в него дело Юакима Медина.
23 апреля ему были официально предъявлены обвинения в оскорблении президента и терроризме. В судебном процессе в Анкаре приняли участие шведские парламентарии Юнас Шёстедт из Левой партии и Ульрика Вестерлунд из Партии зелёных. Журналист был признан виновным по обвинению в «оскорблении» Эрдогана и приговорён к условному 11-месячному тюремному заключению. Он оставался под стражей в тюрьме Мармара в ожидании вердикта по его делу о терроризме. Он был освобождён 16 мая 2025 года и вернулся в Швецию в тот же день.. При этом обвинения в «терроризме», грозящие 12-летним сроком, остаются в силе, а судебный процесс назначен на сентябрь 2025 года, но Медину не придётся присутствовать на суде.

## Личная жизнь
Его жена, Софи Аксельссон, также журналистка У них есть дочь.